# Assenza (singolo)
Assenza è un singolo della cantautrice italiana Gianna Nannini, pubblicato il 1º maggio 2020 come terzo estratto dal ventesimo album in studio La differenza.

## Video musicale
Il videoclip è stato reso disponibile il 2 maggio 2020 tramite il canale YouTube della cantante.

## Tracce
Testi di Gianna Nannini e Pacifico, musiche di Gianna Nannini e Mauro Paoluzzi.
1. Assenza – 3:00

## Formazione
Musicisti
- Gianna Nannini – voce
- Wendy Moten – cori
- Jerry McPherson – chitarra acustica, chitarra elettrica
- Rob McNelley – chitarra acustica, chitarra elettrica
- Tom Bukovac – chitarra acustica, chitarra elettrica, mandolino
- Tony Lucido – basso
- Chris McHugh – batteria
- Tim Lauer – pianoforte, pianoforte elettrico, sintetizzatore, organo elettronico, fisarmonica
- Bobby Campbell – sintetizzatore

Produzione
- Gianna Nannini – produzione
- Michele Canova – produzione
- Tom Bukovac – produzione
- Caesar Edmunds – ingegneria acustica
- Tony Cousin – mastering
- Alan Moulder – missaggio
- Tom Herbert – assistenza al missaggio
- Bobby Campbell – programmazione
- John McBride – registrazione
- Allen Ditto – assistenza alla registrazione